# Abby Dalton
Gladys Marlene Wasden, känd professionellt som Abby Dalton, född 15 augusti 1932 i Las Vegas, Nevada, död 23 november 2020 i Los Angeles, Kalifornien, var en amerikansk skådespelerska som var känd för sin medverkan i TV-serierna Hennesey (1959–1962) och The Joey Bishop Show (1962–1965) samt i såpoperan Maktkamp på Falcon Crest (1981–1986).